# Джинджеринг

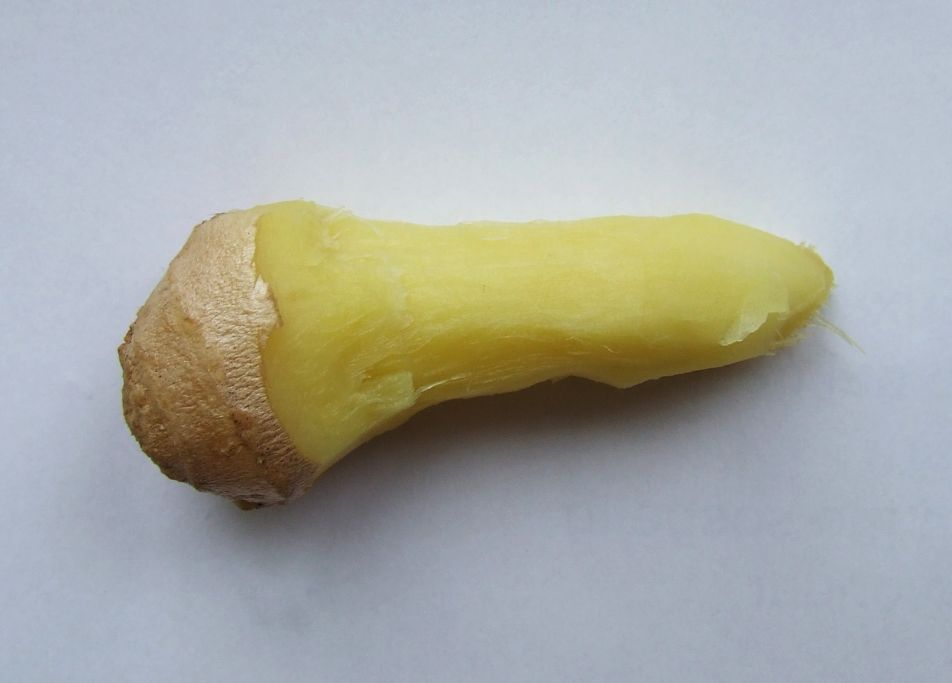
Частково очищений шматок кореневища імбиру

Джинджеринг (англ. gingering, від ginger — «імбир») або «імбирування хвоста» — практика, спрямована на те, щоб змусити коня високо піднімати хвіст і, меншою мірою, заохотити його рухатися більш жваво, наносячи подразник, наприклад сирий імбир, на анус або вульву. Історично процес, мета якого часто полягала в тому, щоб змусити старшого коня поводитися як молодшого або тимчасово ожвавити хвору чи ослаблену тварину, був відомий як фігинг (англ. feaguing) (від якого походить сучасний термін фігинг (англ. figging)), і для нього використовували шматок імбиру, цибулі, перцю або тютюну. Френсіс Ґрос додав у своєму «Класичному словнику вульгарної мови» (1796): «і раніше, як кажуть, живого вугра», але це дуже малоймовірно. У сучасній практиці зазвичай використовують пасти з високим вмістом джинджеролу.
Для арабських і американських верхових коней, які беруть участь у голтер-шов, високо піднятий хвіст та жвавість є бажаними рисами. Однак майже всі організації, що регулюють виставки коней у США, прямо забороняють джинджеринг і можуть дискваліфікувати коня, до якого його застосовували. У той час як деякі регіони можуть бути менш суворими щодо дотримання цього правила, такі тести, як «мазок на імбир», можуть проводитися для виявлення імбиру на або в анусі. Хоч цей спосіб не зовсім надійний, страх виявлення анальним тестом призвів до того, що деякі наглядачі за кіньми застосовують подразник до вульви чи піхви, якщо мова йде про кобилу. Сучасний ветеринарний словник зазначає, що вагінальне застосування є більш ефективним, ніж анальне, тому що подразник із більшою ймовірністю залишатиметься на місці довший період. У цьому словнику робиться висновок, що джинджеринг "уважався б жорстоким у будь-якому цивілізованому суспільстві".

## Зовнішні посилання
- Визначення слова "Feague" з етимологією у Вікісловнику.